# Alain Besseche
Alain Besseche (Saint-Brieuc, 6 agosto 1929 – Echichens, 11 luglio 2020) è stato uno schermidore francese, specialista della spada, vincitore di una medaglia d'oro ai Campionati mondiali di scherma.